# Keramídi
Keramídi (Keramidi) är en ort i Grekland.   Den ligger i prefekturen Nomós Magnisías och regionen Thessalien, i den centrala delen av landet, 190 km norr om huvudstaden Aten. Keramídi ligger 318 meter över havet och antalet invånare är 338.
Terrängen runt Keramídi är huvudsakligen kuperad, men åt sydväst är den bergig. Havet är nära Keramídi åt nordost. Runt Keramídi är det mycket glesbefolkat, med 4 invånare per kvadratkilometer. Närmaste större samhälle är Kanália, 8,4 km söder om Keramídi. I omgivningarna runt Keramídi växer i huvudsak blandskog.